# АЭС Брэйдвуд
АЭС Брэйдвуд (англ. Braidwood Nuclear Generating Station) — действующая атомная электростанция в центральной части США.
Станция расположена неподалеку от г. Брейдвуд в округе Уилл штата Иллинойс, в 50 милях на юго-запад от Чикаго.

## Информация об энергоблоках
| Энергоблок | Тип реакторов          | Мощность | Мощность | Начало строительства | Физпуск    | Подключение к сети | Ввод в эксплуатацию | Закрытие |
| Энергоблок | Тип реакторов          | Чистый   | Брутто   | Начало строительства | Физпуск    | Подключение к сети | Ввод в эксплуатацию | Закрытие |
| ---------- | ---------------------- | -------- | -------- | -------------------- | ---------- | ------------------ | ------------------- | -------- |
| Брэйдвуд-1 | PWR, W (4-loop)        | 1194 МВт | 1270 МВт | 01.08.1975           | 29.05.1987 | 12.07.1987         | 29.07.1988          | —        |
| Брэйдвуд-2 | PWR, W (4-loop) DRYAMB | 1160 МВт | 1230 МВт | 01.08.1975           | 08.03.1988 | 25.05.1988         | 17.10.1988          | —        |